# Cedrorum azoricus
Cedrorum azoricus Borges & Serrano, 1993 é uma espécie de escaravelho pertencente à família Carabidae, a única espécie do género Cedrorum.